# Duinen Ameland
Duinen Ameland is een Natura 2000-gebied (gebiedsnummer 5) met de classificatie 'duinen' in de Nederlandse provincie Friesland.
Het gebied Duinen Ameland is een duingebied dat zich over de gehele lengte van het eiland Ameland uitstrekt. In het oosten en in de noordwesthoek groeit het eiland aan, ter hoogte van Nes en Buren vindt kustafslag plaats. Het grenst aansluitend aan het Natura 2000-gebied Noordzeekustzone en met een deel aan de Waddenzee.
Het gebied is op 25 februari 2009 definitief aangewezen als Natura 2000-gebied.